# Gran Premio del Giappone 2013
Il Gran Premio del Giappone 2013 si è disputato domenica 13 ottobre 2013 sul Circuito di Suzuka, quindicesima prova della stagione 2013 del Campionato mondiale di Formula 1. La gara è stata vinta dal tedesco Sebastian Vettel su Red Bull Racing-Renault, al suo trentacinquesimo successo nel mondiale. Vettel ha preceduto sul traguardo il suo compagno di squadra Mark Webber e Romain Grosjean su Lotus-Renault.

## Vigilia

### Analisi per il campionato piloti
Sebastian Vettel, a cinque gare dal termine, comanda la classifica piloti con 272 punti, 77 punti in più del secondo, Fernando Alonso. Il tedesco potrebbe così laurearsi campione del mondo, per la quarta volta consecutiva già dopo la gara di Suzuka. Per fare ciò il tedesco deve avere almeno 100 punti di margine su Alonso al termine della gara. Ciò potrebbe accadere in caso di vittoria Vettel (che salirebbe a 297 punti), con lo spagnolo che non termina meglio di nono.
Se la distanza fosse di 100 punti, Vettel vincerebbe il titolo matematicamente, in quanto, anche se Alonso vincesse le quattro gare che restano, totalizzando così 100 punti (con Vettel sempre fuori dai punti), prevarrebbe il tedesco, per il più alto numero di primi posti.

### Aspetti tecnici
La Pirelli, fornitrice unica degli pneumatici, sceglie di portare a questo Gran Premio gomme di mescola "dura" e "media".
Dopo l'incidente patito nel Gran Premio di Corea, con la monoposto avvolta dalle fiamme dopo il ritiro, la Red Bull Racing è costretta a fornire a Mark Webber un nuovo telaio.
La FIA determina una sola zona per l'attivazione del DRS, come avvenuto per quello di Monaco, e a differenza di tutti gli altri Gran Premi della stagione, in cui erano state due le zone in cui l'apparato poteva essere utilizzato: in questo caso solo sul rettilineo dei box si potrà usare il DRS.

### Aspetti sportivi
Jules Bianchi e Charles Pic dovranno scontare una penalità di dieci posizioni sulla griglia del Gran Premio, per aver subito la terza reprimenda stagionale, da parte dei commissari. In quest'ultima occasione i due piloti francesi non hanno rispettato le bandiere gialle durante il Gran Premio di Corea.
La Sauber indica il pilota giapponese Kimiya Satō quale pilota di riserva per il Gran Premio. Sato è giunto secondo nell'Auto GP. La Caterham annuncia di voler utilizzare Heikki Kovalainen nelle prime prove libere del venerdì in luogo di Charles Pic.
La FIA conferma, dopo il Gran Premio di Corea, Emanuele Pirro nel ruolo di commissario aggiunto del Gran Premio.
A seguito del decesso della pilotessa spagnola María de Villota, ex tester della Marussia, avvenuto l'11 ottobre a Siviglia, la GPDA, l'associazione che riunisce i piloti di F1, decide di svolgere un minuto di raccoglimento prima della sfilata dei piloti, prevista poco prima della gara. Molti piloti sfoggiano sul casco degli omaggi in ricordo della pilotessa spagnola.

## Prove

### Resoconto
Nella prima sessione di prove libere i migliori tempi sono fatti segnare dalle due Mercedes di Lewis Hamilton e Nico Rosberg. Le prime otto posizioni sono occupate da 4 coppie di piloti della stessa scuderia: dopo le Mercedes, le due Red Bull Racing, poi le due Ferrari e le due Lotus. Pastor Maldonado è terminato in testacoda alla Spoon per la perdita della ruota posteriore sinistra, mentre sia Jules Bianchi che Giedo van der Garde sono stati protagonisti di incidenti con uscite di pista. La Williams è stata multata di 60000 € per aver inviato in pista Maldonado senza aver controllato la sicurezza dell'aggancio degli pneumatici.
A seguito dell'incidente patito nella prima sessione di prove, la vettura di Bianchi non può essere riparata e la sua scuderia, la Marussia, deve montare una nuova vettura, tanto che il pilota francese non partecipa alla seconda sessione. In questa seconda sessione la Red Bull Racing monopolizza le prime due posizioni della graduatoria, con Sebastian Vettel che precede Mark Webber; al terzo posto chiude Nico Rosberg, che si pone davanti alle due Lotus. Maldonado è stato protagonista nuovamente di un incidente, in questo caso alla Degner, così come Sergio Pérez, uscito alla curva Spoon. Il pilota messicano è stato portato al centro medico del circuito per accertamenti.
Nella sessione del sabato Mark Webber ottiene il miglior crono, precedendo le due Mercedes. Sebastian Vettel, l'altro pilota della Red Bull, chiude solo col nono tempo in quanto i problemi riscontrati dal KERS della sua vettura hanno limitato a soli 8 giri la sua sessione. Adrian Sutil è uscito di pista alla Spoon, senza subire conseguenze fisiche. Jules Bianchi ha chiuso staccato di oltre sette secondi dal tempo di Webber, dovendo testare il muletto approntato per lui dopo l'incidente del venerdì mattina. Al termine della terze sessione di prove libere Nico Rosberg ha subito una reprimenda da parte dei commissari per aver ostacolato Charles Pic.

### Risultati
Nella prima sessione del venerdì si è avuta questa situazione:
| Pos | Nº | Pilota           | Costruttore             | Tempo    | Gap    | Giri |
| --- | -- | ---------------- | ----------------------- | -------- | ------ | ---- |
| 1   | 10 | Lewis Hamilton   | Mercedes                | 1'34"157 |        | 19   |
| 2   | 9  | Nico Rosberg     | Mercedes                | 1'34"487 | +0"330 | 19   |
| 3   | 1  | Sebastian Vettel | Red Bull Racing-Renault | 1'34"768 | +0"611 | 24   |

Nella seconda sessione del venerdì si è avuta questa situazione:
| Pos | Nº | Pilota           | Costruttore             | Tempo    | Gap    | Giri |
| --- | -- | ---------------- | ----------------------- | -------- | ------ | ---- |
| 1   | 1  | Sebastian Vettel | Red Bull Racing-Renault | 1'33"852 |        | 35   |
| 2   | 2  | Mark Webber      | Red Bull Racing-Renault | 1'34"020 | +0"168 | 35   |
| 3   | 9  | Nico Rosberg     | Mercedes                | 1'34"114 | +0"262 | 36   |

Nella sessione del sabato mattina si è avuta questa situazione:
| Pos | Nº | Pilota         | Costruttore             | Tempo    | Gap    | Giri |
| --- | -- | -------------- | ----------------------- | -------- | ------ | ---- |
| 1   | 2  | Mark Webber    | Red Bull Racing-Renault | 1'32"053 |        | 17   |
| 2   | 10 | Lewis Hamilton | Mercedes                | 1'32"187 | +0"134 | 18   |
| 3   | 9  | Nico Rosberg   | Mercedes                | 1'32"355 | +0"302 | 18   |

## Qualifiche

### Resoconto
La prima fase è interrotta quando mancano 2 minuti e 25 secondi al termine per l'incendio sviluppatosi sulla STR di Jean-Éric Vergne e dovuto a un problema col cestello dei freni. Un principio d'incendio si è verificato anche alla Sauber, durante il rifornimento della vettura di Esteban Gutiérrez. La sessione vede un rimescolamento delle posizioni negli ultimi istanti con Felipe Massa che centra il secondo tempo, dopo essere stato vicino all'eliminazione. Il miglior tempo è fatto segnare da Romain Grosjean. Vengono eliminati, oltre a Vergne, anche Adrian Sutil, e i piloti di Caterham e Marussia.
Nella seconda fase il miglior crono è di Sebastian Vettel; vengono esclusi dalla fase decisiva i due piloti della Williams, assieme a Daniel Ricciardo (che sconta problemi tecnici), Paul di Resta e i due piloti messicani Pérez e Gutiérrez.
Nella Q3, al primo tentativo, il tempo migliore è di Vettel, battuto però da Webber. Nella fase finale della sessione Sebastian Vettel non riesce a superare il compagno di scuderia che è capace così di conquistare la prima pole stagionale, la dodicesima in carriera nel mondiale di F1, la prima dal Gran Premio di Corea 2012. Con questa pole la Renault scavalca la Ferrari nel numero di partenze al palo conquistate da motorista, con 209. La seconda fila è conquistata da Lewis Hamilton e Romain Grosjean. Vettel, nel corso delle qualifiche, ha dovuto fare a meno dell'aiuto del KERS, già non funzionante durante le prove libere del mattino. Al termine delle prove i commissari infliggono a Charles Pic un drive through, da scontare entro i primi cinque giri del Gran Premio, per essere uscito dalla corsia dei box mentre il semaforo era ancora rosso, quando la Q1 era stata interrotta per il problema verificatosi sulla vettura di Vergne.

### Risultati
Nella sessione di qualifica si è avuta questa situazione:
| Pos                         | Nº | Pilota              | Costruttore             | Q1       | Q2       | Q3       | Griglia |
| --------------------------- | -- | ------------------- | ----------------------- | -------- | -------- | -------- | ------- |
| 1                           | 2  | Mark Webber         | Red Bull Racing-Renault | 1'32"271 | 1'31"513 | 1'30"915 | 1       |
| 2                           | 1  | Sebastian Vettel    | Red Bull Racing-Renault | 1'32"397 | 1'31"290 | 1'31"089 | 2       |
| 3                           | 10 | Lewis Hamilton      | Mercedes                | 1'32"340 | 1'31"636 | 1'31"253 | 3       |
| 4                           | 8  | Romain Grosjean     | Lotus-Renault           | 1'31"824 | 1'31"565 | 1'31"365 | 4       |
| 5                           | 4  | Felipe Massa        | Ferrari                 | 1'31"994 | 1'31"668 | 1'31"378 | 5       |
| 6                           | 9  | Nico Rosberg        | Mercedes                | 1'32"244 | 1'31"764 | 1'31"397 | 6       |
| 7                           | 11 | Nico Hülkenberg     | Sauber-Ferrari          | 1'32"465 | 1'31"848 | 1'31"644 | 7       |
| 8                           | 3  | Fernando Alonso     | Ferrari                 | 1'32"371 | 1'31"828 | 1'31"665 | 8       |
| 9                           | 7  | Kimi Räikkönen      | Lotus-Renault           | 1'32"377 | 1'31"662 | 1'31"684 | 9       |
| 10                          | 5  | Jenson Button       | McLaren-Mercedes        | 1'32"606 | 1'31"838 | 1'31"827 | 10      |
| 11                          | 6  | Sergio Pérez        | McLaren-Mercedes        | 1'32"718 | 1'31"989 | N.D.     | 11      |
| 12                          | 14 | Paul di Resta       | Force India-Mercedes    | 1'32"286 | 1'31"992 | N.D.     | 12      |
| 13                          | 17 | Valtteri Bottas     | Williams-Renault        | 1'32"613 | 1'32"013 | N.D.     | 13      |
| 14                          | 12 | Esteban Gutiérrez   | Sauber-Ferrari          | 1'32"673 | 1'32"063 | N.D.     | 14      |
| 15                          | 16 | Pastor Maldonado    | Williams-Renault        | 1'32"875 | 1'32"093 | N.D.     | 15      |
| 16                          | 19 | Daniel Ricciardo    | STR-Ferrari             | 1'32"804 | 1'32"485 | N.D.     | 16      |
| 17                          | 15 | Adrian Sutil        | Force India-Mercedes    | 1'32"890 | N.D.     | N.D.     | 22      |
| 18                          | 18 | Jean-Éric Vergne    | STR-Ferrari             | 1'33"357 | N.D.     | N.D.     | 17      |
| 19                          | 23 | Max Chilton         | Marussia-Cosworth       | 1'34"320 | N.D.     | N.D.     | 18      |
| 20                          | 20 | Charles Pic         | Caterham-Renault        | 1'34"556 | N.D.     | N.D.     | 20      |
| 21                          | 21 | Giedo van der Garde | Caterham-Renault        | 1'34"879 | N.D.     | N.D.     | 19      |
| 22                          | 22 | Jules Bianchi       | Marussia-Cosworth       | 1'34"958 | N.D.     | N.D.     | 21      |
| Tempo limite 107%: 1'38"251 |    |                     |                         |          |          |          |         |

## Gara

### Resoconto
Al via le Red Bull Racing partono lentamente e vengono entrambe sorpassate da Romain Grosjean, mentre Lewis Hamilton, con la sua gomma posteriore destra, tocca l'ala anteriore di Sebastian Vettel: la foratura che ne consegue costringerà l'inglese prima al pit-stop e poi al ritiro durante l'ottava tornata. Mentre Fernando Alonso supera Nico Hülkenberg poco dopo lo spegnimento dei semafori, in fondo al gruppo un contatto tra Giedo van der Garde e Jules Bianchi costringe entrambi al ritiro. A conclusione del primo giro la classifica vede quindi Grosjean in testa seguito da Mark Webber, Sebastian Vettel, Nico Rosberg, le Ferrari di Felipe Massa e Alonso, Hülkenberg, Sergio Pérez, Esteban Gutiérrez e Jenson Button: quest'ultimo sarà sorpassato da Kimi Räikkönen al 6º giro.
Le gomme si usurano velocemente e, tra il 10º e il 14º giro, tutti i piloti di testa vanno ai box per montare le dure: la strategia migliore è quella di Hülkenberg, il primo ad aver cambiato gli pneumatici, che torna in pista davanti alle due Ferrari. Nel frattempo Rosberg, nella ripartenza dopo il pit-stop, rischia il contatto con il sopraggiungente Pérez e viene, di conseguenza, penalizzato con un drive through. L'unico pilota a non effettuare la sosta è Daniel Ricciardo, della Toro Rosso, che si inserisce in quarta posizione.
Al 19º giro Alonso passa Massa; il giro seguente lo spagnolo e Hülkenberg sorpassano Ricciardo (che poco dopo va ai box per il cambio degli pneumatici); Felipe Massa commette un errore che permette a Gutiérrez di avvicinarsi: il messicano non è capace di passare, e viene a sua volta superato da Kimi Räikkönen. Le prime tre posizioni della graduatoria sono sempre occupate da Grosjean, seguito da Webber e Vettel. Al venticinquesimo giro Mark Webber, non riuscendo ad attaccare Grosjean, cambia strategia e passa dalle due alle tre soste: in tal maniera Vettel balza in seconda posizione.
Tre giri dopo Massa inaugura la girandola del secondo pit-stop, seguito a ruota da tutti gli altri piloti di vertice: tuttavia il paulista non rispetta il limite di velocità nella corsia box e viene penalizzato con un drive through, così come Ricciardo, il quale si è avvantaggiato uscendo di pista. Sebastian Vettel è l'ultimo ad effettuare la sosta, al 36º passaggio, e torna in pista terzo, a 14" da Webber ma vicino a Grosjean, che si era fermato al giro 29. Mentre nelle retrovie le posizioni si stabilizzano, gli ultimi giri sono decisivi per la composizione del podio: al passaggio 41 Sebastian Vettel supera Romain Grosjean attaccandolo alla Casio Triangle e infilandolo in fondo al rettilineo dei box. Nella tornata seguente Webber va ai box per la terza volta e rientra terzo tuttavia, con gomme molto più fresche, al 52º giro supera Grosjean. Al 46º giro Alonso passa infine Hulkenberg sul rettilineo principale, impresa che riesce poi anche a Kimi Räikkönen al penultimo giro alla chicane Triangle.
Vince quindi Vettel: per lui si tratta della 35ª vittoria in carriera, la nona di questa stagione, la quinta consecutiva; completano il podio Webber e Grosjean. Alonso, giungendo quarto, tiene aperte le sue speranze mondiali ma nel prossimo Gran Premio al tedesco della Red Bull basterà arrivare quinto per ottenere il quarto alloro iridato di fila. Col quarto posto Fernando Alonso ottiene il record di punti per un pilota nel mondiale di F1, con 1 571, superando così Michael Schumacher. Conclude in zona punti anche Esteban Gutiérrez, settimo, per la prima (e unica) volta in carriera.
Lunghezze iridate anche per Rosberg (8º), Button (9º) e Massa (10º). Per ciò che concerne il mondiale costruttori, alla Red Bull manca solo la matematica per trionfare anche quest'anno; alle sue spalle, la Lotus rosicchia 21 punti alla Mercedes e 12 alla Ferrari: saranno questi tre team a giocarsi la piazza d'onore in classifica.

### Risultati
I risultati del Gran Premio sono i seguenti:
| Pos | Nº | Pilota              | Costruttore             | Giri | Tempo/Ritiro                   | Griglia | Punti |
| --- | -- | ------------------- | ----------------------- | ---- | ------------------------------ | ------- | ----- |
| 1   | 1  | Sebastian Vettel    | Red Bull Racing-Renault | 53   | 1h26'49"301                    | 2       | 25    |
| 2   | 2  | Mark Webber         | Red Bull Racing-Renault | 53   | +7"129                         | 1       | 18    |
| 3   | 8  | Romain Grosjean     | Lotus-Renault           | 53   | +9"910                         | 4       | 15    |
| 4   | 3  | Fernando Alonso     | Ferrari                 | 53   | +45"605                        | 8       | 12    |
| 5   | 7  | Kimi Räikkönen      | Lotus-Renault           | 53   | +47"325                        | 9       | 10    |
| 6   | 11 | Nico Hülkenberg     | Sauber-Ferrari          | 53   | +51"615                        | 7       | 8     |
| 7   | 12 | Esteban Gutiérrez   | Sauber-Ferrari          | 53   | +1'11"630                      | 14      | 6     |
| 8   | 9  | Nico Rosberg        | Mercedes                | 53   | +1'12"023                      | 6       | 4     |
| 9   | 5  | Jenson Button       | McLaren-Mercedes        | 53   | +1'20"821                      | 10      | 2     |
| 10  | 4  | Felipe Massa        | Ferrari                 | 53   | +1'29"263                      | 5       | 1     |
| 11  | 14 | Paul di Resta       | Force India-Mercedes    | 53   | +1'38"572                      | 12      |       |
| 12  | 18 | Jean-Éric Vergne    | STR-Ferrari             | 52   | +1 giro                        | 17      |       |
| 13  | 19 | Daniel Ricciardo    | STR-Ferrari             | 52   | +1 giro                        | 16      |       |
| 14  | 15 | Adrian Sutil        | Force India-Mercedes    | 52   | +1 giro                        | 22      |       |
| 15  | 6  | Sergio Pérez        | McLaren-Mercedes        | 52   | +1 giro                        | 11      |       |
| 16  | 16 | Pastor Maldonado    | Williams-Renault        | 52   | +1 giro                        | 15      |       |
| 17  | 17 | Valtteri Bottas     | Williams-Renault        | 52   | +1 giro                        | 13      |       |
| 18  | 20 | Charles Pic         | Caterham-Renault        | 52   | +1 giro                        | 20      |       |
| 19  | 23 | Max Chilton         | Marussia-Cosworth       | 52   | +1 giro                        | 18      |       |
| Rit | 10 | Lewis Hamilton      | Mercedes                | 7    | Danni da foratura              | 3       |       |
| Rit | 21 | Giedo van der Garde | Caterham-Renault        | 0    | Collisione con J.Bianchi       | 19      |       |
| Rit | 22 | Jules Bianchi       | Marussia-Cosworth       | 0    | Collisione con G.van der Garde | 21      |       |

## Classifiche mondiali

### Piloti
| Pos | Pilota            | Punti |
| --- | ----------------- | ----- |
| 1   | Sebastian Vettel  | 297   |
| 2   | Fernando Alonso   | 207   |
| 3   | Kimi Räikkönen    | 177   |
| 4   | Lewis Hamilton    | 161   |
| 5   | Mark Webber       | 148   |
| 6   | Nico Rosberg      | 126   |
| 7   | Felipe Massa      | 90    |
| 8   | Romain Grosjean   | 87    |
| 9   | Jenson Button     | 60    |
| 10  | Nico Hülkenberg   | 39    |
| 11  | Paul di Resta     | 36    |
| 12  | Adrian Sutil      | 26    |
| 13  | Sergio Pérez      | 23    |
| 14  | Daniel Ricciardo  | 18    |
| 15  | Jean-Éric Vergne  | 13    |
| 16  | Esteban Gutiérrez | 6     |
| 17  | Pastor Maldonado  | 1     |

### Costruttori
| Pos | Team                    | Punti |
| --- | ----------------------- | ----- |
| 1   | Red Bull Racing-Renault | 445   |
| 2   | Ferrari                 | 297   |
| 3   | Mercedes                | 287   |
| 4   | Lotus-Renault           | 264   |
| 5   | McLaren-Mercedes        | 83    |
| 6   | Force India-Mercedes    | 62    |
| 7   | Sauber-Ferrari          | 45    |
| 8   | STR-Ferrari             | 31    |
| 9   | Williams-Renault        | 1     |